# Alfredo Pea
Alfredo Pea, né à Rome le 17 novembre 1954, est un acteur italien.

## Biographie
Né à Rome, Alfredo Pea étudie l'art dramatique au Studio di arti sceniche, l'école d'Alessandro Fersen. Il se fait remarquer dans le milieu des années 1970 grâce à une série de films de genre érotique, dans lesquels il joue le rôle typique d'un adolescent timide séduit par des femmes plus expérimentées. Dans la même période, il commence à apparaître dans des seconds rôles dans des films plus ambitieux, travaillant avec Giuliano Montaldo, Mario Monicelli, Marco Tullio Giordana et Giuseppe Ferrara, entre autres. À partir de la fin des années 1970, il est également actif à la télévision, dans des téléfilms et des séries à succès comme Corleone.

## Filmographie partielle

### Cinéma
- 1975 : La Prof et les Farceurs de l'école mixte ( Classe mista) de Mariano Laurenti
- 1975 : La prof donne des leçons particulières (L'insegnante) de Nando Cicero
- 1976 : L'Agnese va a morire de Giuliano Montaldo
- 1976 : La Toubib du régiment (La dottoressa del distretto militare) de Nando Cicero
- 1980 : Maudits je vous aimerai ! (Maledetti vi amerò) de Marco Tullio Giordana
- 1987 : Contrôle (Il Giorno prima) de Giuliano Montaldo
- 1998 : Max et Bobo de Frédéric Fonteyne

### Télévision
- 2005-2009 : Les Spécialistes : Investigation scientifique (RIS: Delitti imperfetti), créée par Pietro Valsecchi et produite par Taodue Film pour la Mediaset (Canale 5)
- 2007 : Corleone (Il capo dei capi, mini-série télévisée italienne en six épisodes de 100 minutes environs, créé par Enzo Monteleone et Alexis Douce